# Flughafen Latakia

i7
i11
i13
Der Internationale Flughafen Latakia (arabisch مطار اللاذقية الدولي, DMG Maṭār Bāsil al-Lādhiqīyah ad-duwalī; englisch Latakia International Airport, IATA-Code: LTK, ICAO-Code: OSLK) ist ein Flughafen der Stadt Latakia in Syrien.

## Geschichte
Bis 2024 hieß der Flughafen offiziell Bassel Al-Assad International Airport (Arabisch: مطار باسل الأسد الدولي), benannt nach Bassel al-Assad (1962–1994), Sohn des ehemaligen syrischen Präsidenten Hafez al-Assad und Bruder seines Nachfolgers Bashar al-Assad.

## Lage
Der Flughafen befindet sich nördlich von Damaskus, etwa 20 km südlich von Latakia, in der Kleinstadt Qardaha, dem Heimatort des Assad-Klans.

## Nutzung
Im nördlichen Bereich des Flughafens befindet sich der Militärflugplatz Hmeimim der russischen Luftstreitkräfte. Er wurde am 30. September 2015 in Betrieb genommen und ist nur für russische Militärangehörige zugänglich.